# Veturius sinuatus
Veturius sinuatus is een keversoort uit de familie Passalidae. De wetenschappelijke naam van de soort is voor het eerst geldig gepubliceerd in 1829 door Eschscholtz.